# Brabus Rocket
Der Brabus Rocket, auch Brabus CLS V12 S ist ein auf der IAA im Jahr 2005 vorgestelltes Hochleistungsfahrzeug von Brabus.

## Brabus Rocket

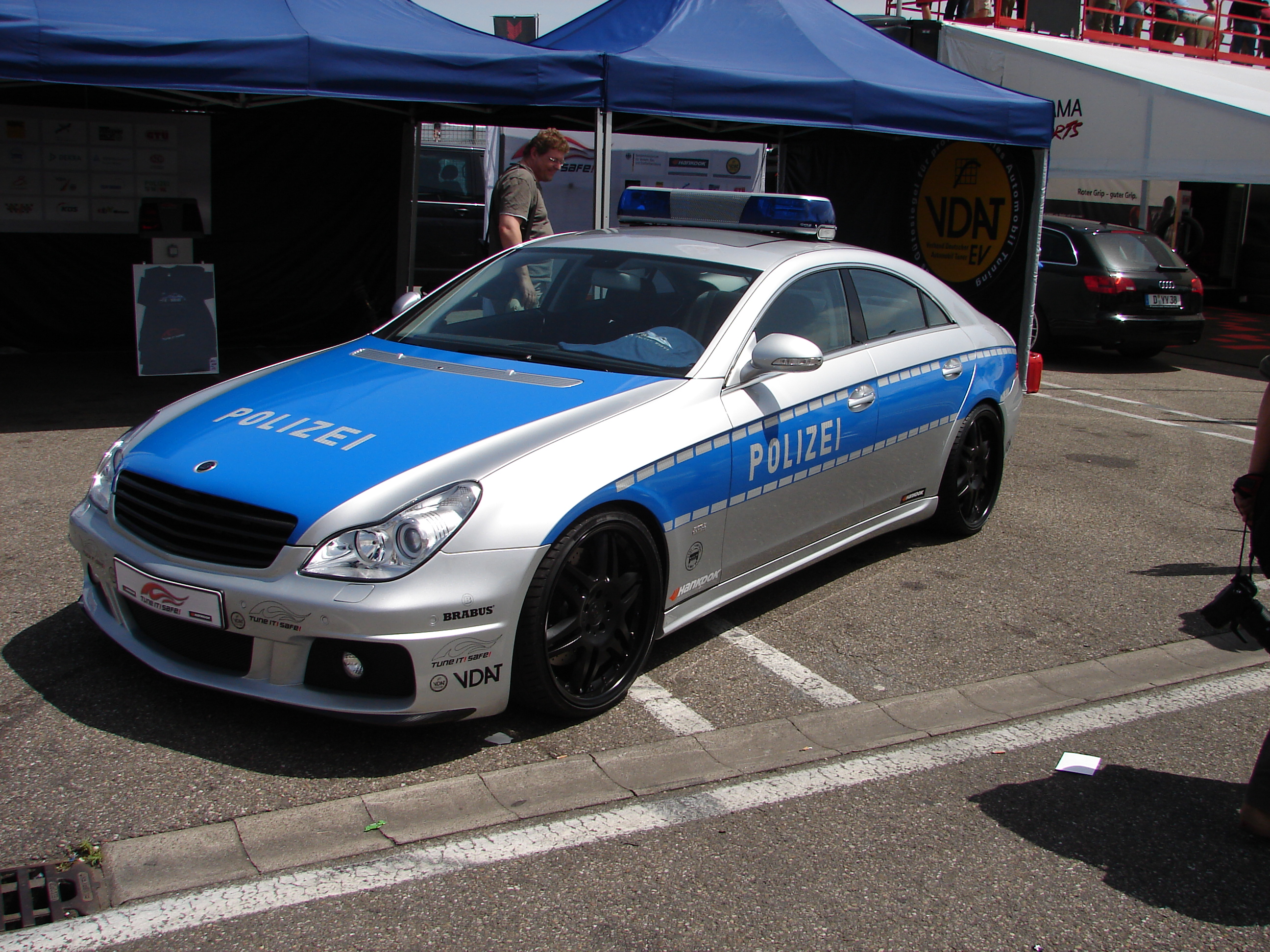
Brabus Rocket in der Polizeiversion auf dem Tuner GP 2007

Der erste Brabus Rocket basierte auf dem Mercedes-Benz C 219 und wurde mit dem seinerzeit stärksten Motor von Brabus ausgerüstet. Beim Rocket handelte es sich offiziell um ein Brabus-Modell, so wurden alle Mercedes-Benz-Embleme durch Brabus-Logos ersetzt, einzig auf dem Lenkrad ist noch ein Mercedes-Benz-Stern vorhanden.
Wie auch Mercedes-Benz bezeichnet Brabus dieses Fahrzeug als viertüriges Coupé. Nach der üblichen Definition ist es jedoch eine viertürige Sportlimousine. Im Bezug zur ehemals schnellsten Serienlimousine der Welt, dem Brabus E V12, wurde der Brabus Rocket auch deswegen von Brabus als viertüriges Coupé benannt, weil er so den E V12 nicht ablöst, sondern in einer eigenen Klasse als weiteres schnellstes Serienfahrzeug der Welt gilt.
Eine Besonderheit des Brabus Rocket ist die Tatsache, dass Brabus diesem Fahrzeug neben der üblichen Modellbezeichnung erstmals einen Namen gab.
Der Grundpreis für den Brabus Rocket betrug 416.000 Euro.

### Motor
Der Brabus Rocket verfügt über einen V12-Motor mit einem Hubraum von 6233 cm³ und einem maximalen Drehmoment von 1320 Nm, das jedoch elektronisch auf 1100 Nm (ab einer Drehzahl von 2100/min) begrenzt wird. Die maximale Motorleistung von 537 kW/730 PS wird bei 5100/min erreicht. Der Motor verfügt zur Leistungssteigerung über eine Biturboaufladung.

### Fahrleistungen

#### Höchstgeschwindigkeit
Der Brabus Rocket erreicht eine elektronisch begrenzte Höchstgeschwindigkeit von 350 km/h, da es noch keine passenden Serienreifen für die im italienischen Nardò im Oktober 2006 maximal erreichte Geschwindigkeit von 365,7 km/h gibt. Mit diesem Wert war der Rocket zeitweise die schnellste Limousine der Welt, bis dieser Titel am 12. November 2008 an den BMW M 5 Hurricane RS des BMW-Tuners G-Power mit einer offiziell bestätigten Endgeschwindigkeit von 367,4 km/h ging.

#### Beschleunigungswerte
- 0–100 km/h: 3,7 Sekunden
- 0–200 km/h: 9,8 Sekunden
- 0–300 km/h: 23,8 Sekunden

#### Verbrauch
- innerorts  24,5 Liter
- außerorts  13,4 Liter
- kombiniert 15,0 Liter

Die CO2-Emissionen gibt Brabus mit 357 g/km an.

## Brabus 800 Rocket
Genau ein Jahr nach der Vorstellung der neuen Generation des CLS stellte Brabus auf der IAA 2011 die zweite Generation des Rocket vor. Die Leistung des V12 wurde auf 588 kW (800 PS) gesteigert. Entsprechend wird das neue Modell 800 Rocket genannt.
Mit der längsten Übersetzung soll der 800 Rocket eine Höchstgeschwindigkeit von über 370 km/h erreichen können, für den Straßenbetrieb wird sie allerdings wie im Vorgängermodell auf 350 km/h elektronisch begrenzt.

### Technische Daten
| Kenngrößen                                  | 800 Rocket                        |
| Bauzeitraum                                 | 2011–2018                         |
| Motorkenndaten                              |                                   |
| Motortyp                                    | V12-Ottomotor                     |
| Hubraum                                     | 6233 cm³                          |
| max. Leistung                               | 588 kW (800 PS) bei 5500/min      |
| max. Drehmoment                             | 1100 Nm bei 2100/min (abgeregelt) |
| Kraftübertragung                            |                                   |
| Antrieb, serienmäßig                        | Hinterradantrieb                  |
| Getriebe, serienmäßig                       | 7-Stufen-Automatikgetriebe        |
| Messwerte                                   |                                   |
| Höchstgeschwindigkeit                       | 350 km/h (abgeregelt)             |
| Beschleunigung, 0–100 km/h                  | 3,7 s                             |
| Beschleunigung, 0–200 km/h                  | 9,8 s                             |
| Beschleunigung, 0–300 km/h                  | 23,8 s                            |
| Kraftstoffverbrauch auf 100 km (kombiniert) | 15,7 l Super Plus                 |
| CO2-Emission (kombiniert)                   | 372 g/km                          |
| Tankinhalt                                  | 66 l                              |

## Brabus Rocket 900
Auf dem Genfer Auto-Salon 2015 präsentierte Brabus die auf dem Mercedes-AMG S 65 basierende Limousine Brabus Rocket 900.

## Brabus Rocket 900 One of Ten
Im Herbst 2020 zeigte Brabus mit dem Rocket 900 One of Ten auf Basis des Mercedes-AMG X 290 eine Version mit Zylinderbohrungen von 84 Millimetern und auf 100 Millimeter verlängertem Hub, was 4,5 Liter Hubraum ergibt, sowie eigenen Turboladern. Sie hat 662 kW (900 PS) Leistung bei 6200/min und ein maximales Drehmoment von 1250 Nm bei 2900/min, was im Fahrzeug elektronisch auf 1.050 Nm begrenzt wird. Das Fahrzeug soll aus dem Stand in 2,8 Sekunden auf 100 km/h beschleunigen. Die Karosserie wurde mit Carbon-Elementen modifiziert.